# Hebe

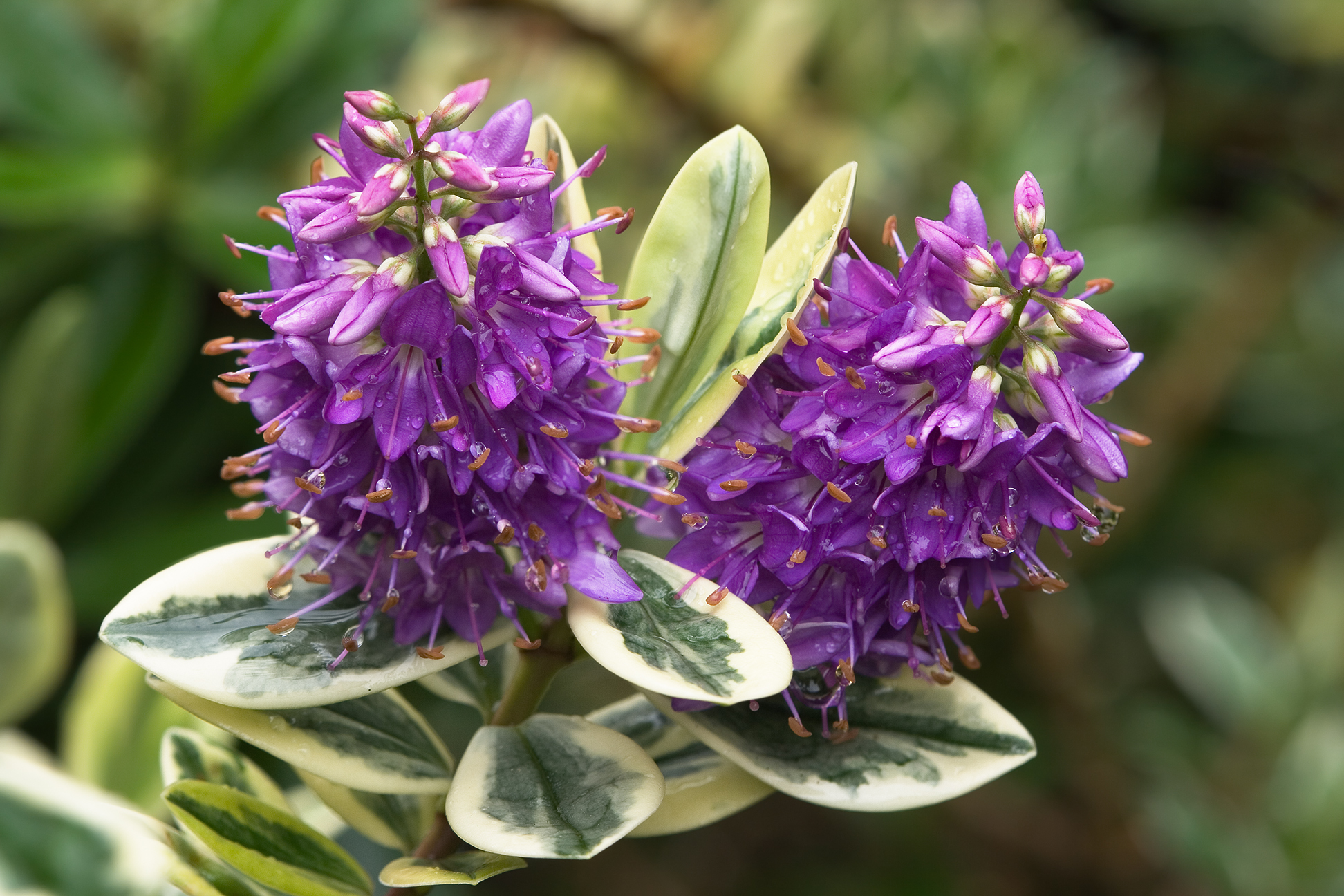
Hebe 'Waireka'

Hebe — рід родини подорожникових. Представники роду зустрічаються в Новій Зеландії, на острові Рапа-Іті (Французька Полінезія), Фолклендських островах і в Південній Америці. Включає в себе понад 100 видів і підвидів. Є найбільшим родом рослин у Новій Зеландії (на території країни ростуть всі види гебе, крім H. rapensis, що є ендеміком острова Рапа). Рід названий на честь Геби, богині юності в давньогрецькій міфології.
Рід гебе був виділений в 1921 році. До цього представники роду включалися до складу роду вероніка.